# 美月李予
美月 李予（みづき りよ、2月11日 - ）は、日本の女性漫画家。
血液型はA型。栃木県出身。

## 概要
1999年ごろ、芳文社『まんがタイムナチュラル』に掲載された『ドラマな毎日』にて4コマ漫画家として本格的に活動開始。以降、主に芳文社、竹書房、双葉社などの4コマ漫画雑誌にて執筆活動をしている。
作風としては、代表作である『貴美tallest』や『マルビプリンセス園華サマ』の主人公のように、何らかのコンプレックスや欠点を持つ主人公が織り成すドタバタ劇や、異性との恋愛を通しての成長などを描く作品が多い。

## 作品リスト
- ドラマな毎日（芳文社『まんがタイムナチュラル』 1999年 - 2002年）
- OH!シスター（双葉社『まんがタウン』）
- 貴美tallest（竹書房『まんがライフオリジナル』 - 2012年10月号、『まんがライフ』 2003年5月号 - 2009年1月号）単行本全6巻、途中で『貴美TALLEST』と改題。
  1. ISBN 9784812459485（2004年4月）
  2. ISBN 9784812464557（2006年4月）
  3. ISBN 9784812465271（2006年11月）
  4. ISBN 9784812467749（2007年12月）
  5. ISBN 9784812479902（2012年9月）
  6. ISBN 9784812480199（2012年10月）

  - 貴美tallest 高校生編（竹書房『まんがライフオリジナル』 、『まんがライフMOMO』 創刊号 - 2006年9月）途中で『貴美TALLEST 高校生編』と改題。単行本『貴美tallest』に収録
- 僕の町のすーぷ屋さん（芳文『まんがタイムナチュラル』 2002年 - 2003年）
- あなたにランチ（双葉社『まんがタウンオリジナル』）
- シェイプアップRURI（双葉社『まんがタウン』 2003年4月 - 2005年6月）
- マルビプリンセス園華サマ（芳文社『まんがタイムオリジナル』 - 2009年8月）単行本1-2巻
  1. ISBN 9784832264823（2006年8月）
  2. ISBN 9784832266186（2008年3月）
- おこもりハニー（双葉社『まんがタウン』 - 2006年9月）
- ぽよ♥ぺた（双葉社『まんがタウン』 2006年10月 - 2007年3月）
- くるくるマイホーム（ぶんか社『主任がゆく!スペシャル』 2007年2月 - 2011年6月）美月りよ名義
- ひよひよ　（双葉社『メンズヤング』）美月りよ名義
- てのひらネコ（大都社『ねことも』2020年2月号[2] - ） - 単行本のタイトルは『手のひらサイズの猫と26歳OLの同居生活』